# Csávoly
Csávoly (németül: Tschawal, horvátul: Čavolj) község Bács-Kiskun vármegye Bajai járásában.

## Fekvése
Bajától mintegy 15 kilométerre keletre található. Környezetét nagyban az Alföldre jellemző tulajdonságok határozzák meg. A tájba változatosságot a Kígyós-főcsatorna egy mellékágának a falut kettészelő völgye, illetve az abban kialakított két mesterséges tó hoz.
A szomszédos települések: észak felől Rém, kelet felől Felsőszentiván, nyugat felől Baja, északnyugat felől pedig Érsekcsanád és Sükösd. Dél felől a legközelebbi település Bácsbokod, de a közigazgatási területeik nem érintkeznek.

### Megközelítése
Legfontosabb közúti megközelítési útvonala az 55-ös főút, amely végighúzódik a központján, annak főutcájaként. Kiskunhalas-Jánoshalma felől az 5412-es út vezet idáig, Bácsbokoddal és az 51-es főút csátaljai szakaszával az 5505-ös út köti össze.

## Története
Történetét 1198-ig lehet visszavezetni. Első említései Chayolnak, illetve Thayalnak hívják. A középkorban a bátmonostori Töttös család birtoka volt. 1580-ban a török adólajstromok szerint 22 háznyi lakója volt. A későbbiek során a falu többször is elpusztult, majd újjáépült.
1726-ban lakatlan pusztaként említik. Mai alakja 1734-ben alakult ki, az első templom 1740-ben épült. 1782 és 1784 között a kalocsai érsek parancsára 424 német települt ide Soroksárról és Hajósról. Az érsekség mellett a Mándics és a gróf milványi Cseszneky család rendelkezett Csávolyon nemesi birtokkal.
Az 1918-as belgrádi konvenció értelmében a demarkációs vonal a falutól északra húzódott. A szerb megszállás miatt a Tanácsköztársaság eseményei Csávolyt nem érintették, s 1921. augusztus 20-án a szerbek végleg kivonultak.
A nemzetiségi összetételt az 1947-es Potsdami dekrétum jelentősen megváltoztatta: 553 német származású személyt kitelepítettek Németországba. A helyükre csehszlovákiai otthonaikból a Beneš-dekrétummal elüldözött magyarokat költöztettek. 2001-ben a lakosság 1,3%-a német, 1,6%-a horvát nemzetiségűnek vallotta magát, a többiek nagyrészt magyarok.
Vályi András szerint: CSÁVOLY. Rátz falu Bács Vármegyében, földes Ura a’ Kalocsai Érsekség, lakosai katolikusok, fekszik Bajától más fél mértföldnyire, határjában meglehetős szántó földgyei vagynak, mellyeknek mivelésére négy, és hat marha is szükséges néha, tiszta búzát ritkán terem; mezőjik középszerű szénát termenek, szőlei termékenyek, de selejtes borokkal fizetnek, ’s alig lehet fél esztendeig is tartani, nedves esztendőben az itató helye a’ falu közepében vagyon; kendert 383áztató vize alkalmatos, ellenben az örlés kedvéért, három órányi földre kell nékiek járni Bajára, második Osztálybéli.
Fényes Elek szerint: Csávoly, német s dalmát falu, Bács vgyében, Bajától keletre 2 mfd. 2145 kath., 11 zsidó lak. Kath. anyaszentegyház. Földje nehéz mivelésü, hanem igen termékeny és 2-ik osztályu. Szőlős kertjei gyenge borral fizetnek. F. u. a kalocsai érsek. Kiterjedése 10964 hold 1100 négyszögölével, mellyből 92 urb. telek után van 3196 hold szántó, 2183 hold rét, 1137 hold jó, s 3200 hold homokos legelő, 412 h. szőlő, 712 h. majorsági szántó és rét, 124 hold közutak.

### Egyéb érdekességek
2012-ben itt mérték az egész országban az év legalacsonyabb, majd még ugyanabban az évben az év legmagasabb hőmérsékleti értékét is: február 9-én ugyanis -26,1 fokot, ellenben augusztus 24-én 40,4 fokot mutattak a hőmérők a településen.

## Közélete

### Polgármesterei
- 1990–1994: Dr. Lipokatich Sándor (független)[10]
- 1994–1998: Dr. Lipokatich Sándor (független)[11]
- 1998–2002: Dr. Kancsár István (független)[12]
- 2002–2006: Dr. Kancsár István (független)[13]
- 2006–2010: Berta János (független)[14]
- 2010–2014: Berta János Géza (független)[15]
- 2014–2019: Hamháber Norbert (független)[16]
- 2019–2024: Csala Józsefné (független)[17]
- 2024– : Csala Józsefné (független)[1]

## Népesség
A település népességének változása:
| Lakosok száma | 1882 | 1858 | 1731 | 1622 | 1610 | 1614 | 1567 |
|               | 2013 | 2014 | 2018 | 2021 | 2022 | 2023 | 2024 |

A 2011-es népszámlálás során a lakosok 87,6%-a magyarnak, 0,5% cigánynak, 5,2% horvátnak, 3,6% németnek, 0,2% románnak, 0,3% szerbnek, 0,3% szlováknak mondta magát (12,4% nem nyilatkozott; a kettős identitások miatt a végösszeg nagyobb lehet 100%-nál). A vallási megoszlás a következő volt: római katolikus 64,9%, református 1,7%, evangélikus 0,1%, görög katolikus 0,3%, felekezeten kívüli 9,2% (22,9% nem nyilatkozott).
2022-ben a lakosság 90,7%-a vallotta magát magyarnak, 4,4% horvátnak, 1,8% németnek, 0,4% szerbnek, 0,2% bolgárnak, 0,1% cigánynak, 0,1% ruszinnak, 1,4% egyéb, nem hazai nemzetiségűnek (9,2% nem nyilatkozott; a kettős identitások miatt a végösszeg nagyobb lehet 100%-nál). Vallásuk szerint 38,8% volt római katolikus, 1,4% református, 0,1% evangélikus, 0,2% görög katolikus, 0,7% egyéb keresztény, 0,7% egyéb katolikus, 17,3% felekezeten kívüli (40,7% nem válaszolt).

## Címerleírás
Csávoly címere balharánt hasított pajzson ezüst és kék háromszögletű alapon ekevas, fakerék s két pálmaág.

## Nevezetességei
- Római katolikus templom (Urunk Színeváltozása): 1783-ban barokk stílusban épült, majd 1883-ban bővítették.
- Falumúzeum
- Csávoly TV-URH gerincadó állomás, az adótorony magassága 144 méter[20]

## Ismert személyek

### A település szülöttei
- Itt született 1956-ban Kubatov Antal matematika-fizika szakos középiskolai tanár.

### A település díszpolgárai
- Taby Árpád (1896–1973) katonatiszt, testőrőrnagy, országgyűlési képviselő[21]